# Folketingswahl September 1953
- K: 8
- A: 74
- B: 14
- E: 6
- Sonst.: 5
- D: 42
- C: 30

Die Folketingswahl am 22. September 1953 war die 47. Wahl zum dänischen Parlament, dem Folketing. Seit der Verfassungsänderung 1953 ist der Folketing die alleinige Kammer des dänischen Parlaments, zuvor war er nur die zweite Kammer des Reichstag neben dem Landsting. Ausgeschrieben wurde die Wahl am 25. August desselben Jahres.
Unter den großen Parteien gab es nur geringfügige Änderungen. Dennoch führten Venstre und Det Konservative Folkeparti ihre Regierungskoalition nicht fort, sodass der Sozialdemokrat Hans Hedtoft nach einer Amtszeit von 1947 bis 1950 nun erneut Ministerpräsident von Dänemark wurde in der Regierung Hedtoft II. Im Januar 1955 verstarb er überraschend im Amt, woraufhin der bisherige Außenminister Hans Christian Svane Hansen die Amtsgeschäfte übernahm und die Regierung Hansen I bildete.
Die neu angetretenen De Uafhængige verpassten den Einzug durch Verpassen der 60.000-Stimmen-Marke knapp.

## Wahlmodus
Wahlberechtigt zur Folketingswahl waren alle dänischen Staatsbürger, die das 23. Lebensjahr vollendet hatten und einen Wohnsitz in Dänemark besaßen. Jeweils zwei Mandate wurden auf den Färöern und auf Grönland vergeben, 175 Mandate wurden im übrigen Dänemark in einer Verhältniswahl vergeben. Dabei wurden zunächst 135 so genannte Wahlkreismandate (kredsmandater) auf die 23 Groß- und Amtskreise (stor- og amtskredse) aufgetrennt und dort nach dem regionalen Stimmverhältnis verteilt. Anschließend wurden landesweit nochmals weitere 40 Ausgleichsmandate (tillægsmandater) ausgegeben, um den Stimmverhältnissen möglichst nahe zu kommen. Für diese Mandatsverteilung galt eine Hürde von mindestens 60.000 Stimmen, die allerdings mit einem Wahlkreismandat umgangen werden konnte.

## Ergebnisse

### Dänemark
Die Deutsche Minderheit trat ausschließlich im Amtsbezirk (amtskreds) Haderslev-Åbenrå-Sønderborg-Tønder an. Beginnend mit dieser Wahl werden aus Dänemark 175 Abgeordnete (zuvor: 149) für den Folketing gewählt. Der Vergleich der Mandatszahlen zum alten Folketing, hätte dort schon die neue Sitzverteilung gegolten, ist in Klammern angegeben.
| Partei                                             | Liste               | Stimmen   | Prozent   | ± %       | Sitze     | ± Sitze     |
| -------------------------------------------------- | ------------------- | --------- | --------- | --------- | --------- | ----------- |
| Socialdemokratiet Sozialdemokraten                 | A                   | 894.913   | 41,3 %    | +0,9      | 74        | ▲13 0( ▲ 3) |
| Venstre Liberale Partei                            | D                   | 499.656   | 23,1 %    | +1,0      | 42        | ▲ 9 0( ▲ 3) |
| Det Konservative Folkeparti Konservative           | C                   | 364.960   | 16,8 %    | −0,5      | 30        | ▲ 4 0( ▼ 1) |
| Det Radikale Venstre Sozialliberale                | B                   | 169.295   | 07,8 %    | −0,8      | 14        | ▲ 1 0( ▼ 1) |
| Danmarks Kommunistiske Parti Kommunistische Partei | K                   | 093.824   | 04,3 %    | −0,5      | 08        | ▲ 1 0( ▬ 0) |
| Danmarks Retsforbund Gerechtigkeitsbund            | E                   | 075.449   | 03,5 %    | −2,1      | 06        | ▼ 3 0( ▼ 4) |
| De Uafhængige Die Unabhängigen                     | U                   | 058.573   | 02,7 %    | neu       | 0         | –           |
| Deutsche Minderheit                                | Deutsche Minderheit | 009.721   | 00,5 %    | +0,1      | 01        | ▲ 1 0( ▬ 0) |
|                                                    |                     |           |           |           |           |             |
| Wahlberechtigte                                    | Wahlberechtigte     | 2.695.554 | 2.695.554 | 2.695.554 | 2.695.554 | 2.695.554   |
| Abgegebene Stimmen                                 | Abgegebene Stimmen  | 2.172.036 | 2.172.036 | 2.172.036 | 2.172.036 | 2.172.036   |
| Gültige Stimmen                                    | Gültige Stimmen     | 2.166.391 | 2.166.391 | 2.166.391 | 2.166.391 | 2.166.391   |
| Wahlbeteiligung                                    | Wahlbeteiligung     | 80,6 %    | 80,6 %    | 80,6 %    | 80,6 %    | 80,6 %      |

### Färöer
Da im Vorfeld der Wahlen nur Peter Mohr Dam aus dem Javnaðarflokkurin und Johan Fr. Poulsen aus dem Sambandsflokkurin ihre Kandidatur bekundeten, wurden beide ohne Wahl ernannt. Beide waren bereits vorher die Vertreter der Färöer im Folketing. Ursprünglich hätte die Wahl abweichend am 8. Oktober stattfinden sollen.

### Grönland
Die Grundgesetzänderung vom 5. Juni 1953 bestimmte auch, dass Grönland über zwei Vertreter im Folketing verfügen sollte. Da dies bisher nicht der Fall war, fanden in Grönland bereits am 25. August die ersten Wahlen zum Folketing statt.
| Kandidat                  | Stimmen                                                          | Prozent                                                          | Sitze                                                            |
| 1. Aufstellungskreis      | 1. Aufstellungskreis                                             | 1. Aufstellungskreis                                             | 1. Aufstellungskreis                                             |
| ------------------------- | ---------------------------------------------------------------- | ---------------------------------------------------------------- | ---------------------------------------------------------------- |
| Frederik Lynge            | 1.957                                                            | 64,4 %                                                           | 1                                                                |
| Elias Lauf                | 0.891                                                            | 29,3 %                                                           | 0                                                                |
| Kirstine Ladefoged Jensen | 0.191                                                            | 06,3 %                                                           | 0                                                                |
| 2. Aufstellungskreis      |                                                                  |                                                                  |                                                                  |
| Augo Lynge                | 1.902                                                            | 60,5 %                                                           | 1                                                                |
| Peter Nielsen             | 0.393                                                            | 12,5 %                                                           | 0                                                                |
| Frederik Nielsen          | 0.333                                                            | 10,6 %                                                           | 0                                                                |
| Jørgen Chemnitz           | 0.269                                                            | 08,6 %                                                           | 0                                                                |
| Klaus Lynge               | 0.247                                                            | 07,9 %                                                           | 0                                                                |
|                           |                                                                  |                                                                  |                                                                  |
| Wahlberechtigte           | 9.356 1. Aufstellungskreis: 4.745 2. Aufstellungskreis: 4.611    | 9.356 1. Aufstellungskreis: 4.745 2. Aufstellungskreis: 4.611    | 9.356 1. Aufstellungskreis: 4.745 2. Aufstellungskreis: 4.611    |
| Abgegebene Stimmen        | 6.415 1. Aufstellungskreis: 3.170 2. Aufstellungskreis: 3.245    | 6.415 1. Aufstellungskreis: 3.170 2. Aufstellungskreis: 3.245    | 6.415 1. Aufstellungskreis: 3.170 2. Aufstellungskreis: 3.245    |
| Gültige Stimmen           | 6.183 1. Aufstellungskreis: 3.039 2. Aufstellungskreis: 3.144    | 6.183 1. Aufstellungskreis: 3.039 2. Aufstellungskreis: 3.144    | 6.183 1. Aufstellungskreis: 3.039 2. Aufstellungskreis: 3.144    |
| Wahlbeteiligung           | 68,6 % 1. Aufstellungskreis: 66,8 % 2. Aufstellungskreis: 70,4 % | 68,6 % 1. Aufstellungskreis: 66,8 % 2. Aufstellungskreis: 70,4 % | 68,6 % 1. Aufstellungskreis: 66,8 % 2. Aufstellungskreis: 70,4 % |